# دعموص
الدعموص (الاسم العلمي: Triops) هو جنس من الحيوانات يتبع فصيلة الدعموصية من طائفة غلصميات الأرجل.